# Salomon Maimon
Salomon Maimon (rodným jménem: Šlomo ben Jošua; litevsky: Salomonas Maimonas; bělorusky: Саламон Майман; hebrejsky: שלמה בן יהושע מימון‎; 1753 Žukov Borok – 22. listopadu 1800) byl filozof narozený v židovské rodině na území dnešního Běloruska (tehdy Litevské velkoknížectví). Své klíčové práce napsal německy, byť to, že němčina nebyla jeho prvním jazykem, bylo vždy znát a ztížilo to nadlouho přijetí jeho prací evropskými filozofy. Byl významným představitelem osvícenských tendencí v judaismu. Vnesl do židovského myšlení zejména racionalistický vliv. Proslul zvláště svou racionalistickou kritikou Kanta. Své nové příjmení přijal na počest Maimonida.

## Život
Tóru a Talmud ho učil nejprve jeho otec, později učitelé v Miru. V talmudských studiích byl považován za zázračné dítě. Protože by jeho chudí rodiče neudrželi syna na studiích, byl zasnouben již v dětství se dvěma dívkami, aby mohl využít jejich věna. V jedenácti letech se s jednou z nich oženil. Ve věku 14 let byl již otcem a vydělával peníze výukou Talmudu. Později se naučil trochu německy z knih. Ve Slonim potkal rabína, který studoval v Německu, od něj si půjčil německé knihy o fyzice, optice a medicíně. Kolem roku 1770 se zajímal o kabalu a podnikl kvůli tomu pouť ke dvoru Dov Ber z Meziřiče. Byl však zklamán. Vysmíval se Dov Berovým přívržencům za jejich nadšení a obvinil Dov Bera z manipulace s jeho stoupenci.
Rozhodl se pak z východní Evropy úplně odejít. Jeho první pokus usadit se v Berlíně v roce 1778 selhal, když se dostal do konfliktu s místní židovskou obcí a pokus o konverzi k protestantismu selhal kvůli přiznanému nedostatku víry v křesťanské dogma. Až jeho druhý pokus usadit se v Berlíně v roce 1780 vyšel, a to díky tomu, že navázal úzký vztah s Mosesem Mendelssohnem. Stal se významným představitelem haskaly (židovského osvícenského hnutí) v Berlíně. Mendelssohn ho seznámil s některými bohatými židovskými mecenáši, kteří Maimonovi pak umožnili studovat. Věnoval se zejména studiu filozofie Leibnize, Wolffa, ovšem nejvíce se nadchl pro učení Spinozy. To však vedlo k dalšímu konfliktu s židovským prostředím v Berlíně a v roce 1783 požádal Mendelssohn Maimona, aby Berlín kvůli svému otevřenému spinozismu opustil.
V Hamburku pak Maimon začal navštěvovat Gymnasium Christianeum v Altoně (dnes předměstí Hamburku, v té době pod kontrolou Dánského království). Během tamního pobytu se zdokonalil v přírodních vědách a v němčině. V roce 1785 se nakrátko vrátil do Berlína (kde se naposledy setkal s Mendelssohnem), poté se přestěhoval do Dessau a poté se usadil ve Vratislavě, kde se pokoušel studovat medicínu, ale nakonec nastoupil na pozici učitele. Po mnoha letech odloučení se Maimonově ženě Sáře v doprovodu jejich nejstaršího syna Davida podařilo najít ho ve Vratislavě. Požadovala, aby se buď vrátil do jejich domova v Litvě, nebo se rozvedl. Maimon nakonec souhlasil s rozvodem.
V roce 1787 se Maimon v Berlíně seznámil s kantovskou filozofií, která ho zcela pohltila, ale na druhé straně měl silnou potřebu sepsat svou kritiku. Roku 1790 tak vydal Esej o transcendentální filozofii (Versuch über die Transcendentalphilosophie), v němž formuloval své námitky proti kantovskému systému, v zásadě z pozic radikálního racionalismu a skepticismu. Zdá se, že Kant považoval Maimona za jednoho z nejbystřejších kritiků. V dopise Markusi Herzovi, který Kantovi Maimovův text poslal, Kant napsal: „Jediný pohled na toto dílo mi umožnil uvědomit si jeho dokonalost. Nejen, že nikdo z mých kritiků nepochopil mě a hlavní otázky tak jako pan Maimon, ale také jen velmi málo mužů má tolik prozíravosti pro tak hluboká zkoumání jako on.“ Přesto Kant Maimonovu kritiku odmítl. Maimonova kritická pozice bývá dávána do souvislosti s Davidem Humem nebo Johannem Gottliebem Fichtem.
V roce 1791 Maimon publikoval svůj komentář k Maimonidově knize Moreh Nebuchim. V roce 1793 vydal svou autobiografii (Lebensgeschichte). V roce 1795 našel klidné místo v domě hraběte von Kalckreutha (1766–1830), mladého slezského šlechtice. Přestěhoval se na jeho panství Fryštát (dnes součást Karviné) v Dolním Slezsku. Tam ve věku 48 let zemřel, podle všeho kvůli svému alkoholismu.